# Take the Heat Off Me
Take the Heat Off Me è il primo album dei Boney M., pubblicato nel giugno 1976 dall'etichetta discografica Durium.
Il brano omonimo in esso contenuto è una cover dell'italiano Nessuno mai, portato al successo in Europa da Marcella Bella.

## Tracce
- LP (Durium, D.A.I.30253, )

Lato A
1. Daddy Cool – 3:29 (Frank Farian, George Reyam (Hans-Jörg Mayer)
2. Take the Heat Off Me – 4:47 (G.Bella, G.Bigazzi)
3. Sunny – 4:03 (Bobby Hebb)
4. Baby Do You Wanna Bump – 6:53 (Zambi alias Frank Farian)

Durata totale: 19:12
Lato B:
1. No Woman, No Cry – 4:59 (Vincent Ford, Bob Marley)
2. Fever – 4:00 (Eddie Cooley, John Davenport)
3. Got a Man on My Mind – 3:25 (Frank Farian, Fred Jay)
4. Lovin' or Leavin – 4:29 (Frank Farian, Fred Jay)

Durata totale: 16:53

## Curiosità
- Paolo Bonolis e Luca Laurenti realizzarono una cover/medley (mescolata insieme ad altre canzoni Disco coeve) di Daddy Cool nel 2001, chiamata Bucatini Disco Dance. Tale canzone fu presentata e interpretata dai due conduttori anche a Ciao Darwin 3.